# Groton (Connecticut)
Groton ist ein Ort im New London County im Süden des US-amerikanischen Bundesstaates Connecticut. Groton City, der größte Stadtteil hatte zum Stichtag der Volkszählung 2010 10.389 Einwohner.

## Wirtschaft und Infrastruktur

### Wirtschaft
Hauptarbeitgeber von Groton ist das Unternehmen Electric Boat, eine Werft von General Dynamics, die hauptsächlich U-Boote für die US Navy baut. Bisher vom Stapel gelaufen sind u. a. die Nautilus (als erstes nuklear angetriebenes U-Boot), die später gesunkene Scorpion sowie mehrere Boote der Klassen Ohio, Los Angeles, Seawolf und Virginia.

### Schulen
- Charles Barnum School
- Claude Chester School
- Colonel Ledyard School
- Cutler Middle School
- Eastern Point School
- Fitch Middle School
- Fitch Senior High School
- Groton Heights School
- Mary Morrison School
- Noank School
- Pleasant Valley School
- S. B. Butler School
- West Side Middle School

## Söhne und Töchter (Auswahl)
- Ron Athey (* 1961), Musiker